# David Gregory Ebin
David Gregory Ebin (* 24. Oktober 1942 in Los Angeles)  ist ein US-amerikanischer Mathematiker, der sich mit Differentialgeometrie befasst.
Ebin studierte an der Harvard University mit dem Bachelor-Abschluss 1964 und wurde 1967 bei Isadore Singer am Massachusetts Institute of Technology promoviert (On the space of Riemannian metrics). 1968 wurde er Lecturer an der University of California, Berkeley,  und 1969 Associate Professor und 1978 Professor an der State University of New York at Stony Brook (SUNY).
1983/84 und 1991/92 war er Gastprofessor an der UCLA, 1971 Dozent an der Ecole Polytechnique und der Universität Paris VII und 1976 Mitglied des Courant Institute in New York. Er ist Fellow der American Mathematical Society.
Er befasst sich mit Differentialgeometrie, unendlich-dimensionalen Mannigfaltigkeiten (in der Hydrodynamik und in seiner Behandlung des Raums Riemannscher Metriken), nichtlinearen partiellen Differentialgleichungen und  mathematischer Hydrodynamik (u. a. schwach kompressible Flüssigkeiten) und Elastodynamik. Er untersuchte in seiner Dissertation den Raum Riemannscher Metriken auf einer kompakten Mannigfaltigkeit und gab diesem unendlich-dimensionalen Raum eine Riemannsche Struktur.
1970 war er eingeladener Sprecher auf dem Internationalen Mathematikerkongress in Nizza (On the motion of incompressible fluids mit Jerrold Marsden).
Er ist seit 1971 mit Barbara Burkhard verheiratet und hat vier Kinder.

## Schriften
- mit Jeff Cheeger: Comparison theorems in Riemannian Geometry, North Holland 1975
- On the space of Riemannian metrics, Bulletin of the AMS, Band 74, 1968, S. 1001–1003, Project Euclid
- The space of Riemannian Metrics, in S. S. Chern, Stephen Smale (Hrsg.), Global Geometry, AMS 1970
- mit Jerrold Marsden:  Groups of diffeomorphisms and the solution of the classical Euler equations for a perfect fluid, Bulletin of the American Mathematical Society, Band 75, 1969, S. 962–967
- mit Jerrold Marsden, Arthur E. Fischer: Diffeomorphism groups, hydrodynamics and relativity. In: Proceedings of the 13th Biennial Seminar of Canadian Mathematical Congress, Canadian Mathematical Congress 1972, S. 135–279
- mit Jerrold Marsden:  Groups of diffeomorphisms and the motion of an incompressible fluid, Annals of Mathematics, Band 92, 1970,  S. 102–163